# Giedrius Kadziauskas
Giedrius Kadziauskas (* 1978 in Vilnius) ist ein litauischer Verwaltungsjurist und ehemaliger Politiker, Vizeminister und stellvertretender Wirtschaftsminister Litauens.

## Biographie
Nach dem Abitur 1997 im Lyzeum Vilnius absolvierte Kadziauskas von 1997 bis 2002 das Diplomstudium der Rechtswissenschaften an der Fakultät für Rechtswissenschaften der Universität Vilnius sowie von 2002 bis 2003 LL.M. (Völkerrecht und Europarecht) an der Riga Graduate School of Law in Riga (Lettland). Von 2003 bis 2011 war er Vizepräsident des Litauischen Instituts für freien Markt. Ab dem 29. März 2011 bis 2012 war er stellvertretender Wirtschaftsminister von Litauen (Stellvertreter des Ministers Rimantas Žylius). Danach arbeitete er von 2013 als  Berater für Inspection reform and better regulation. Vom Oktober 2014 bis zum Juli 2015 war er Berater in der Gruppe für Wirtschafts- und Sozialpolitik der litauischen Präsidentin Dalia Grybauskaitė. Jetzt ist er Inspection reform and better regulation consultant (International Finance Corporation/World Bank group).